# Maskarény

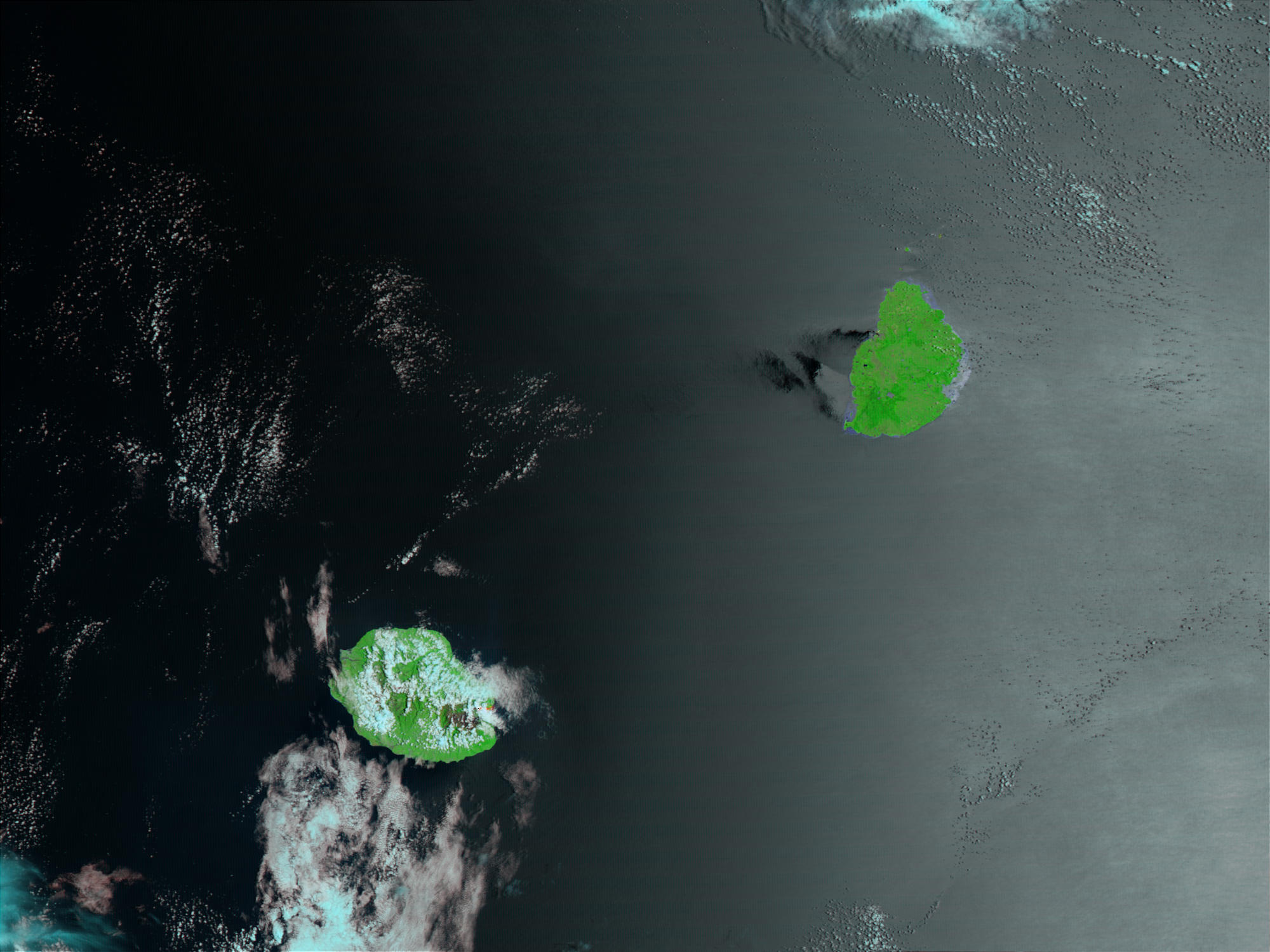
Mauricius (napravo) a Réunion (nalevo)

Maskarény jsou ostrovy v Indickém oceánu východně od ostrova Madagaskar. Tvoří je ostrovy Mauricius, Réunion, Rodrigues a Cargados Carajos. Pojmenovány jsou podle portugalského mořeplavce jménem Pedro Mascarenhas, který je objevil roku 1512. Maskarény se také vyznačují častou sopečnou činností.